# 523954 Guman
523954 Guman è un asteroide della fascia principale. Scoperto nel 1998, presenta un'orbita caratterizzata da un semiasse maggiore pari a 2,2236159 au e da un'eccentricità di 0,2487958, inclinata di 5,76555° rispetto all'eclittica.
Dall'8 novembre 2019 al 3 giugno 2020, quando 543315 Asmakhammari ricevette la denominazione ufficiale, è stato l'asteroide denominato con il più alto numero ordinale. Prima della sua denominazione, il primato era di 518523 Bryanshumaker.
L'asteroide è dedicato all'astronomo ungherese István Guman.